# Parafia Matki Bożej Szkaplerznej w Kazuniu-Bielanach
Parafia pw. Matki Bożej Szkaplerznej w Kazuniu-Bielanach – parafia rzymskokatolicka znajdująca się w dekanacie kampinoskim, archidiecezji warszawskiej, metropolii warszawskiej Kościoła katolickiego.